# Rafles sur la ville
Rafles sur la ville is een Franse film van Pierre Chenal die werd uitgebracht in 1958.
Het scenario is gebaseerd op de gelijknamige roman (1955) van Auguste Le Breton. 

## Verhaal
Léonce Pozzi, alias 'Le Fondu', een doorgewinterde gangster, ontsnapt uit het ziekenhuis waar hij was gearresteerd. Daarbij schiet hij een politie-inspecteur dood. Diens teamgenoot inspecteur Vardier, een ervaren, sluwe en slinkse politieman, zweert zijn collega te wreken. Hoewel Vardier er een persoonlijke zaak wil van maken, krijgt hij Gilbert Barot, een jonge debuterende inspecteur, toegewezen als assistent. Barot is gehuwd met de knappe Lucie. Vardier, een groot vrouwenliefhebber, gaat een liaison aan met Lucie.
Ondertussen blijft 'Le Fondu' spoorloos. Vardier vat het plan op om 'Le Niçois', de neef van 'Le Fondu' en een onbelangrijke pooier, te manipuleren en hem te dwingen om politie-informant te worden. 'Le Niçois' staat op het punt 'Le Fondu' te verraden als deze laatste onraad ruikt en zijn neef uit de weg ruimt. Vardier krijgt het nog moeilijker wanneer Lucie hun relatie wil stopzetten. Hij wordt ziekelijk jaloers op Barot.

## Rolverdeling
| Acteur           | Personage                                    |
| ---------------- | -------------------------------------------- |
| Charles Vanel    | Léonce Pozzi, alias 'Le Fondu', een gangster |
| Bella Darvi      | Cri-cri, de jonge minnares van Le Fondu      |
| Danik Patisson   | Lucie Barot, de vrouw van Gilbert            |
| Michel Piccoli   | inspecteur Paul Vardier                      |
| François Guérin  | inspecteur Gilbert Barot                     |
| Marcel Mouloudji | Jeannot Donati, alias 'Le Niçois'            |
| Jean Brochard    | commissaris René Brévet                      |
| Georges Vitray   | inspecteur Taillis                           |